# Evangelhos de Lotário

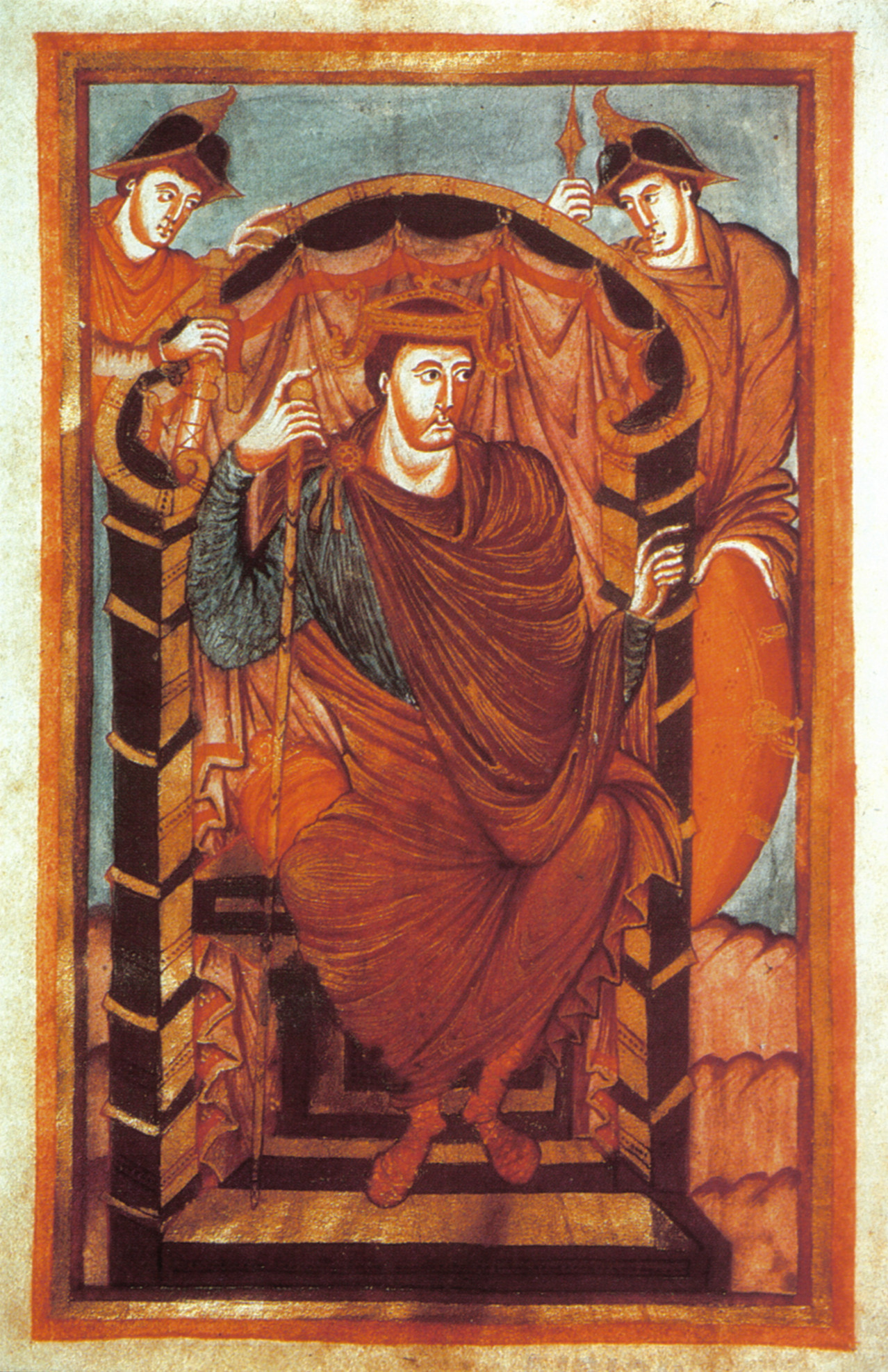
Representação de Lotário (fol. 1v)

Os Evangelhos de Lotário (BNF Lat. 266) é um evangeliário feito para Lotário I em Saint-Martin de Tours durante 849 a 851. Representando o auge da oficina Carolingian Tours, o manuscrito tem 221 folhas de pergaminho escritas em tinta dourada, com seis miniaturas, nove páginas incipit, doze cartões de altar, 18 páginas de índice e cinco iniciais.

Um evangeliário carolíngio diferente, o chamado Evangeliário Cleves (Berlin Staatsbibliothek Sra. Theol. Lat. 260) foi concluído antes de 852, provavelmente em uma oficina na corte de Lothair em Aachen. É composto por 241 folhas de pergaminho, escritas em tinta dourada. Este manuscrito foi dado por Lothair à Abadia de Prüm. Foi adquirido pelo BNF em 1802 (após a dissolução da Abadia após a anexação francesa em 1794 ) e voltou para a Alemanha em 1819. No decorrer das negociações para a devolução do manuscrito, ele se confundiu com um evangeliário não relacionado de Cleves, e há uma nota na mão de Jacob Grimm anexada a fol. 1r chamando-o de Evangeliar aus Kleve. O nome atual deste manuscrito é baseado nesta identificação incorreta, mas foi mantido porque o nome alternativo "Lothair Evangeliary" levaria à confusão com BNF Lat. 266).

## Livros
- Florentine Mütherich, Joachim E. Gaehde, Karolingische Buchmalerei, 1979,  82-87.
- Ingo F. Walther, Norbert Wolf, Meisterwerke der Buchmalere, 2005, p. 460.